# Ферути (Ријети)
Ферути је насеље у Италији у округу Ријети, региону Лацио.
Према процени из 2011. у насељу је живело 577 становника. Насеље се налази на надморској висини од 246 м.